# Staatsbetrieb Sachsenforst

Amtsschild des Staatsbetrieb Sachsenforst – Nationalparkverwaltung Sächsische Schweiz in Bad Schandau

Der Staatsbetrieb Sachsenforst (SBS) ist ein 2006 gegründeter Staatsbetrieb und Fachbehörde des Freistaates Sachsen mit Sitz in Graupa. Sachsenforst unterliegt der Fachaufsicht durch das Sächsische Staatsministerium für Umwelt und Landwirtschaft.
Die Aufgaben von Sachsenforst sind:
- Beratung und Betreuung privater und körperschaftlicher Waldbesitzer
- Betreibung einer Forstsamendarre
- Bewirtschaftung des sächsischen Staatswaldes
- Obere Forst- und Jagdbehörde
- Amt für Großschutzgebiete
- Naturschutzfachbehörde und Naturraummanager in den Schutzgebieten Nationalpark Sächsische Schweiz, Biosphärenreservat Oberlausitzer Heide- und Teichlandschaft, Königsbrücker Heide und Gohrischheide und Elbniederterrasse Zeithain
- Kompetenzzentrum für Wald und Forstwirtschaft

2018 hatte Sachsenforst 1255 Mitarbeiter. Geschäftsführer ist Utz Hempfling.